# 詹姆斯·G·布莱恩
詹姆斯·吉莱斯皮·布莱恩（英語：James Gillespie Blaine，1830年1月31日—1893年1月27日），美国律师、政治家，曾經擔任美国众议院议长、缅因州联邦参议员和两任美国国务卿。於1884年被提名为总统候选人，以微弱劣势败给民主党人格罗弗·克利夫兰。布莱恩是19世纪后期共和党的领袖人物，也是共和党内温和的改良主义派系“混血儿”派的拥护者。
布莱恩出生于宾夕法尼亚州西部后迁至缅因州，在那里他成为一名报纸编辑，被人冠以绰号“磁人”。在那个重视演讲术的年代，他是一位有魅力的演说家。他的政治生涯始于作为一名亚伯拉罕·林肯的早期支持者和对南北战争中北方联邦的支持。在内战后的重建时期布莱恩支持黑人拥有投票权，但反对一些激进共和党人提出的更为强制的举措。布莱恩最初支持贸易保护主义，后来致力于降低关税和美国对外贸易的扩张。在他所处的时期，铁路的推广和建设是重要的议题。由于他关注和支持铁路建设，因此被人怀疑在授予铁路特许经营权的过程中贪污受贿。这些无证据的指控给他在1884年的总统选举中造成了麻烦。
作为国务卿，布莱恩是一个过渡性的人物，他标志着美国外交政策方面孤立主义时代的终结。预示着自美西战争起的美国世纪的开始。他致力于扩大美国的贸易和影响力，使美国的外交政策更加积极。布莱恩倡导关税互惠并且敦促美国更大程度地参与拉丁美洲事务。作为一名扩张主义者，布莱恩的政策使得美国在不到十年的时间内在太平洋建立起了殖民地并在加勒比地区确立了主导地位。

## 早年经历

### 家庭和童年
詹姆斯·布莱恩在1830年1月31日出生于宾夕法尼亚州西布朗斯维尔，他是Ephraim Lyon Blaine和妻子Maria Gillespie Blaine的第三个孩子。布莱恩的父亲是宾州西部的一位商人和地主，布莱恩的家境相对优渥。布莱恩父亲祖上是1745年第一批迁徙至宾夕法尼亚州定居的苏格拉-爱尔兰裔美国人。 他的曾祖父Ephraim Blaine曾作为军需官在美国独立战争中为乔治·华盛顿效力。 布莱恩的母亲及其祖辈是十八世纪八十年代移民至宾夕法尼亚州的爱尔兰裔天主教徒。

## 拓展阅读
- Bastert, Russell H. . The Mississippi Valley Historical Review. 1956年3月, 42 (4): 653–671. JSTOR 1889232. doi:10.2307/1889232.
- Langley, Lester D. . Merli, Frank J.; Wilson, Theodore A.  (编). . New York, New York: Scribner. 1974: 253–278. ISBN 978-0-684-13786-5.
- Makemson, Harlen. . Media History Monographs. 2004–05, 7 (2): 1–21  [2013-03-08]. （原始内容存档于2017-11-19）.
- Peskin, Allan. . Americas: a Quarterly Review of Inter-American Cultural History. 1979, 36 (1): 79–89. doi:10.2307/981139.
- Tyler, Alice Felt. . Minneapolis, Minnesota: University of Minnesota Press. 1927.

| 前任： 威廉·M·埃瓦茨   | 美国国务卿 1881年        | 繼任： 弗雷德里克·西奥多·弗里林海森 |
| 前任： 托马斯·F·贝亚德 | 美国国务卿 1889年-1892年 | 繼任： 约翰·W·福斯特                |